# John Milledge

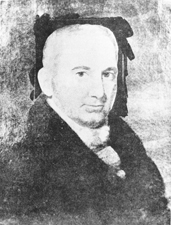
John Milledge

John Milledge, född 1757 i Savannah, Georgia, död 9 februari 1818 nära Augusta, Georgia, var en amerikansk politiker (demokrat-republikan). Han representerade delstaten Georgia i båda kamrarna av USA:s kongress, först i representanthuset 1792–1793, 1795–1799 samt 1801–1802 och sedan i senaten 1806–1809. Han var guvernör i Georgia 1802–1806.
Milledge studerade juridik och inledde sin karriär som advokat i Savannah. Han deltog i amerikanska revolutionskriget.
Milledge efterträdde 1792 Anthony Wayne som kongressledamot. Han efterträddes följande år av Thomas P. Carnes. Milledge valdes igen till representanthuset i kongressvalet 1794 och han omvaldes två år senare.  Efter ytterligare en paus på två år tillträdde Milledge en gång till sitt ämbete som kongressledamot i mars 1801. Han avgick följande år för att kandidera i guvernörsvalet i Georgia. Han vann valet och efterträdde Josiah Tattnall som guvernör. Han efterträddes 1806 av Jared Irwin.
Senator James Jackson avled 1806 i ämbetet och efterträddes av Milledge. Han var tillförordnad talman i senaten, president pro tempore of the United States Senate, från januari till maj 1809. Senator Milledge avgick i november 1809 och efterträddes av Charles Tait.
Milledge gravsattes på Summerville Cemetery i Augusta. Milledgeville, Georgia har fått sitt namn efter John Milledge.